# Goethe und Anna Amalia – Eine verbotene Liebe
Goethe und Anna Amalia – eine verbotene Liebe? ist ein 2003 erstmals (unter dem Titel: J. W. Goethe und Anna Amalia - eine verbotene Liebe?) in Weimar im Verlag Dr. A. J. Denkena erschienenes Sachbuch des Autors Ettore Ghibellino.

## Inhalt
Der Autor entwickelt die Hypothese, dass zwischen der Herzogin Anna Amalia von Sachsen-Weimar-Eisenach und Johann Wolfgang von Goethe ein leidenschaftliches Liebesverhältnis bestanden habe. Als Belege führt er unter anderem eine ganze Reihe von Briefen der Zeitgenossen, vor allem aber die Briefe und Notizen Goethes an Charlotte von Stein (über 1.600) an. Ebenso Goethes Drama Tasso, das in verschleierter Form Goethes Verhältnis zu Anna Amalia in den Personen des Dichters Tasso und der Prinzessin Leonore darstelle. Die an Charlotte von Stein gerichteten Briefe der Liebe und Verehrung seien in Wahrheit an die Herzogin gerichtet gewesen. Die weimarische Hofdame habe dabei lediglich die Funktion der verschwiegenen Vermittlerin zwischen den Liebenden gehabt. Bis zu ihrem Tode habe sie das der Herzogin gegebene Versprechen der Verschwiegenheit gehalten.

## Kontroverse
Die Mehrheit der germanistischen Fachwelt lehnt Ghibellinos These ab. Nach Auffassung der Klassik Stiftung Weimar halte er sich nicht an die Grundlagen  wissenschaftlicher Arbeitsmethoden. Er ignoriere Dokumente, die seiner These widersprächen, und er gehe manipulativ mit den Quellen um. Diesen Vorwurf retournierte Ghibellino an seine Kontrahenten. Der Historiker Joachim Berger, der über Anna Amalia promoviert wurde, warf Ghibellino in einer Fernsehdokumentation vor, er „reiße in den Briefen auftauchende Wörter aus dem Zeitzusammenhang und verkenne ihre historische Bedeutung“.

## Ausgaben
- Ettore Ghibellino: J. W. Goethe und Anna Amalia - eine verbotene Liebe. Denkena Verlag, Weimar 2003, 193 S., ISBN 3-936177-04-X
− 2., erweiterte Auflage: Goethe und Anna Amalia - eine verbotene Liebe? ebd. 2004, 368 S., ISBN 978-3-936177-04-6 
− 3., veränderte Auflage: Goethe und Anna Amalia - eine verbotene Liebe? ebd. 2007, 293 S., ISBN 978-3-936177-88-6 
– Übersetzung: Goethe and Anna Amalia. A forbidden love? Carysfort Press, Dublin 2007, 360 S., ISBN 978-1-904505-24-2